# Plesioneuron varievestitum
Plesioneuron varievestitum är en kärrbräkenväxtart som först beskrevs av Carl Frederik Albert Christensen, och fick sitt nu gällande namn av Holtt. Plesioneuron varievestitum ingår i släktet Plesioneuron och familjen Thelypteridaceae. Utöver nominatformen finns också underarten P. v. obtusipilum.